# Fasciculus Medicinae

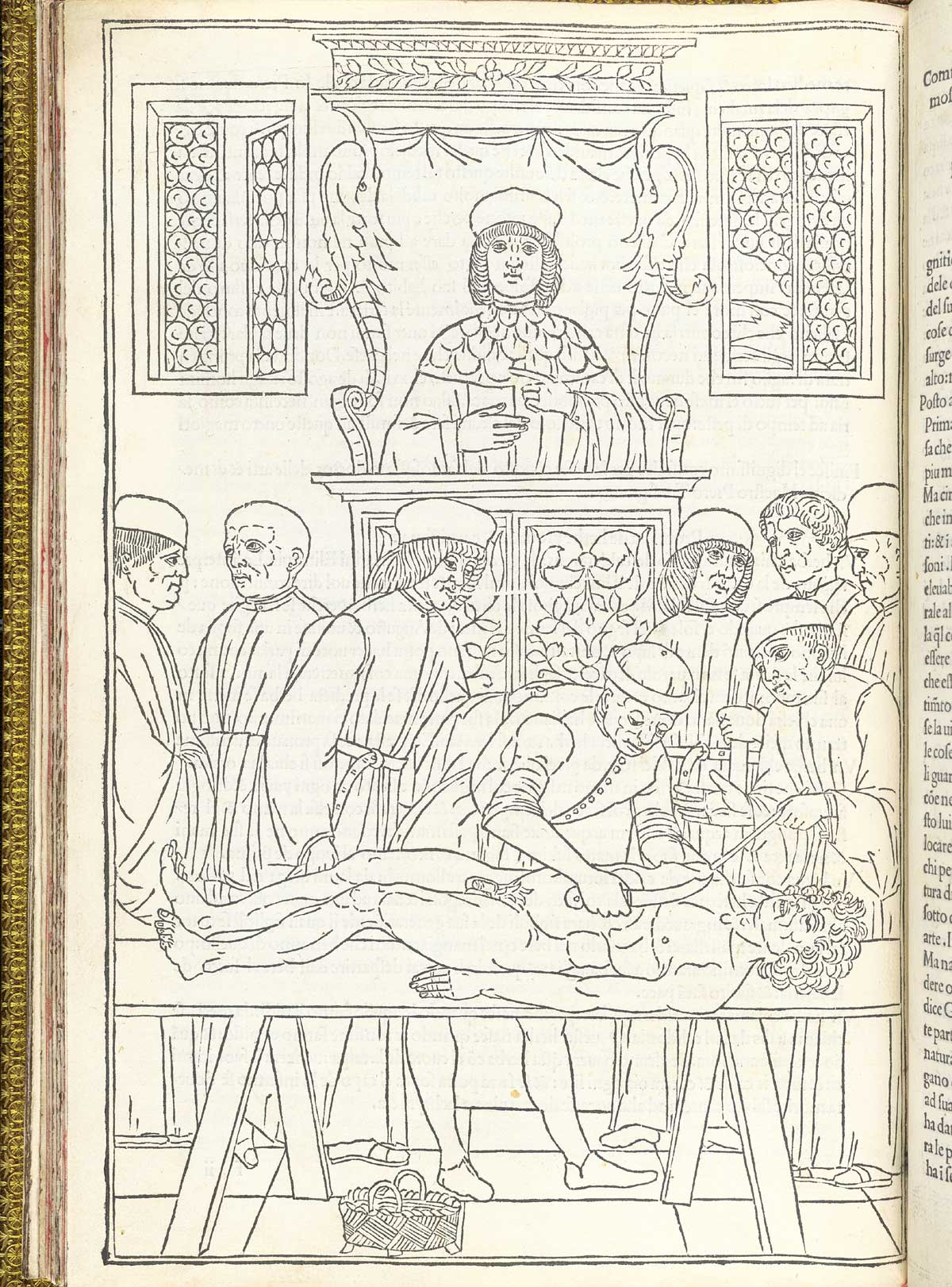
Escena d'una dissecció anatòmica del llibre Fasciculus Medicinae (Venècia, 1945).

Fasciculus Medicinae és un conjunt de sis tractats mèdics medievals que són independents i molt diferents entre ells. La col·lecció, de la qual existien només dos manuscrits, va ser impresa per primera vegada en llatí a l'any 1491 i seria reeditada nombroses vegades en els següents 25 anys. Johannes de Ketham, el metge alemany habitualment associat amb el Fasciculus, no va ser l'autor, ni tan sols el compilador original, sinó simplement el propietari d'un dels manuscrits.

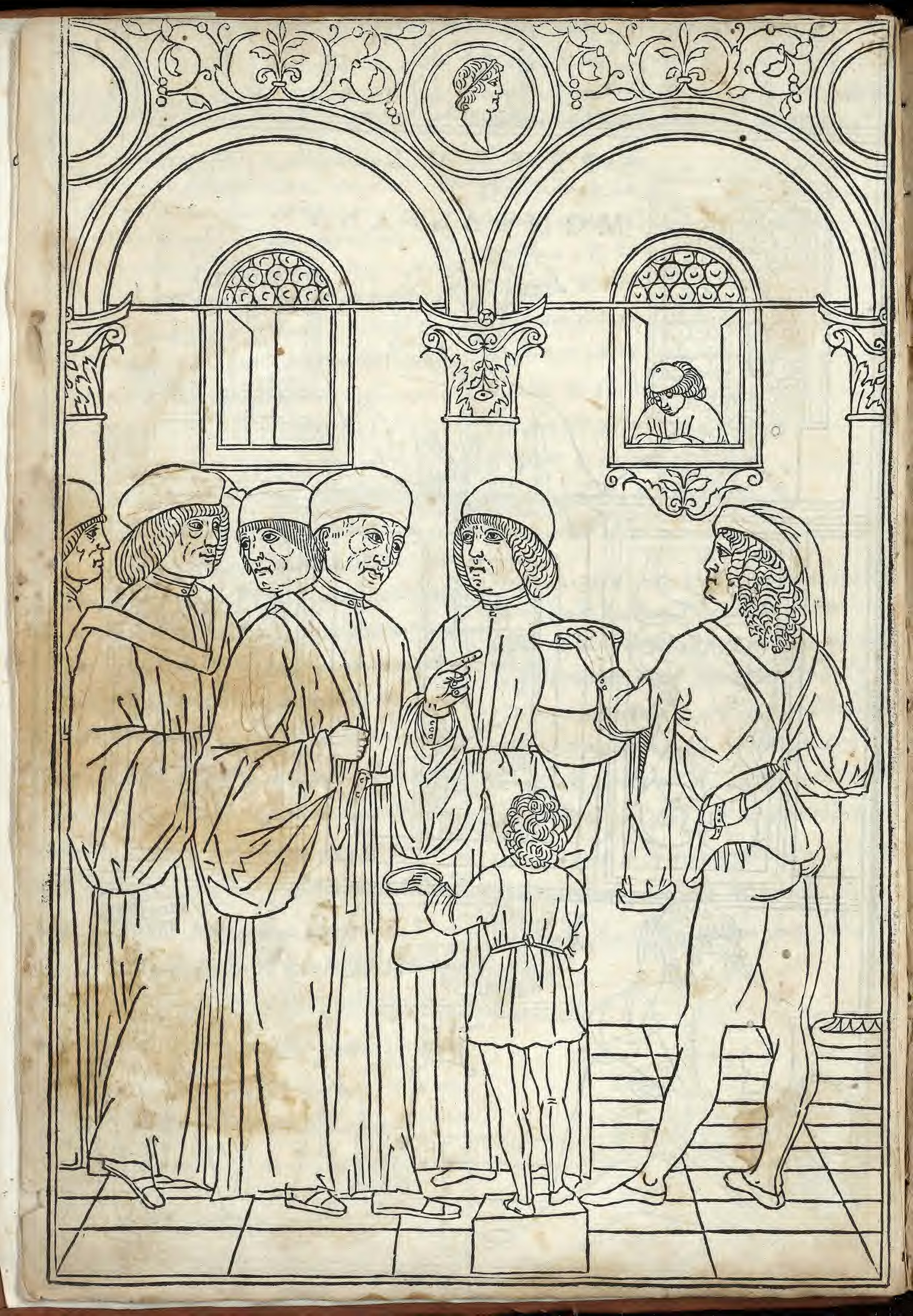
Fasciculus Medicinae

Els temes dels tractats cobreixen un ampli ventall de tècniques i coneixements mèdics europeus medievals, com l'urologia, astrologia, sagnies, ferides, plagues, dissecció anatòmica i salut de la dona. El llibre és notable per ser la primera obra mèdica il·lustrada en ser impresa.
Una edició de 1494 es va imprimir a Saragossa per Pablo Hurus.